# 시모지 쇼
시모지 쇼(일본어: 下地 奨, 1985년 8월 2일 ~ )는 일본의 축구 선수이다.

## 구단 경력
과거 사간 도스에서 활동하였다.